# 奥雷利安·迪斯
奥雷利安·迪斯（法語：Aurélien Diesse，1997年10月16日—），生于巴黎，法国男子柔道运动员，2018年世界柔道锦标赛混合团体银牌得主、2019年欧洲运动会混合团体铜牌得主。